# Валя-луй-Босіє
Валя-луй-Босіє (рум. Valea lui Bosie) — село у повіті Васлуй в Румунії. Входить до складу комуни Тетерень.
Село розташоване на відстані 291 км на північний схід від Бухареста, 20 км на північний схід від Васлуя, 57 км на південний схід від Ясс, 142 км на північ від Галаца.

## Населення
За даними перепису населення 2002 року у селі проживали 177 осіб, усі — румуни. Усі жителі села рідною мовою назвали румунську.